# Pusula
Pusula (tidigare[när?] benämnd Metsäkansa) var en kommun i Nyland i Finland. Nuförtiden är kommunen en del av Lojo stad. Pusula var enspråkigt finskt.

## Historia
Pusula blev en socken 1862 efter att varit ett kapell i Lojo socken och en kommun 1865. År 1981 slogs Pusula samman med Nummis, vilka tillsammans bildade kommunen Nummi-Pusula. År 2013 blev Nummi-Pusula tillsammans med Karislojo ihopslagen med Lojo. Nuförtiden är Pusula stadsdelen nummer 104 i Lojo stad. 

## Geografi

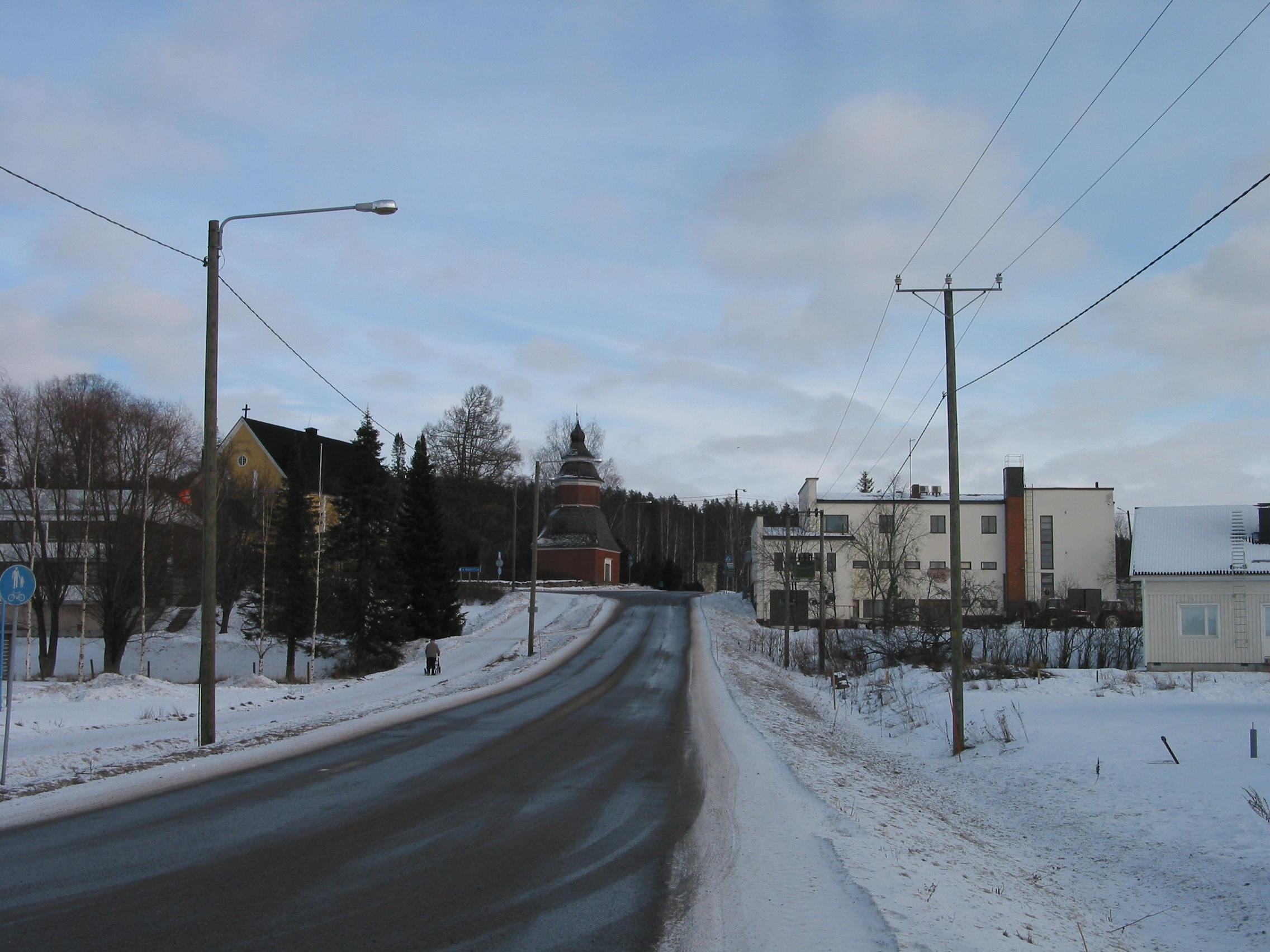
Pusula kyrkby

År 2015 fanns det tillsammans 1 695 invånare i Pusula bys postort (postnummer 03850). Om man räknar med närliggande Hyönölä by fanns det cirka 1 900 invånare i centraltätorten. Distansen från Pusula kyrka till Högfors är 18 km, 31 km till Lojo, 30 km till Vichtis Nummela och 54 km till Esbo. 
Pusulas grankommuner fram till kommunsammanslagningen år 1981 var Högfors, Nummis, Somero, Tammela och Vichtis. Fram till år 1977 var också Sommarnäs en grannkommun till Pusula. 
År 1908 var ytan (landsareal) 273,4 km², invånarantalet 3 812 och befolkningstätheten 13,9 invånare/km². 

### Näringslivet
År 1960 delades näringsliv i Pusula följaktligen: 
- lantbruk 56 &
- industri 17 %
- handel och trafik 9 %
- serviceindustri 5 %

### Naturen
I Pusulas södra delar finns det många kullar samtidigt som i norra delar av kommunen finns det många träsk och kärr i skogar. Kommunens områdena Keräkankare och Kylmälähde hör till Natura 2000-områdena. 

### Religion
Pusula områdesförsamling som tillhör Lojo församling har verksamhet i den före detta kommunen. 
Pusula församling tillhörde Esbo stift och Lojo prosteri. Församlingen bildade en kyrklig samfällighet tillsammans med Nummis församling mellan år 1981-2012. År 2013 när Nummi-Pusula kommun lades samman med Lojo blev också Pusula församling en del av Lojo församling som en områdesförsamling. Församlingen hade cirka 2 400 medlemmar. 

### Sevärdheter
- Pusula hembygdsmuseum
- Pusula kyrkaPusula kyrka (av C. L. Engel 1838)
- Kärkölä bykyrka (1842)
- Kvarnen Töllin Mylly

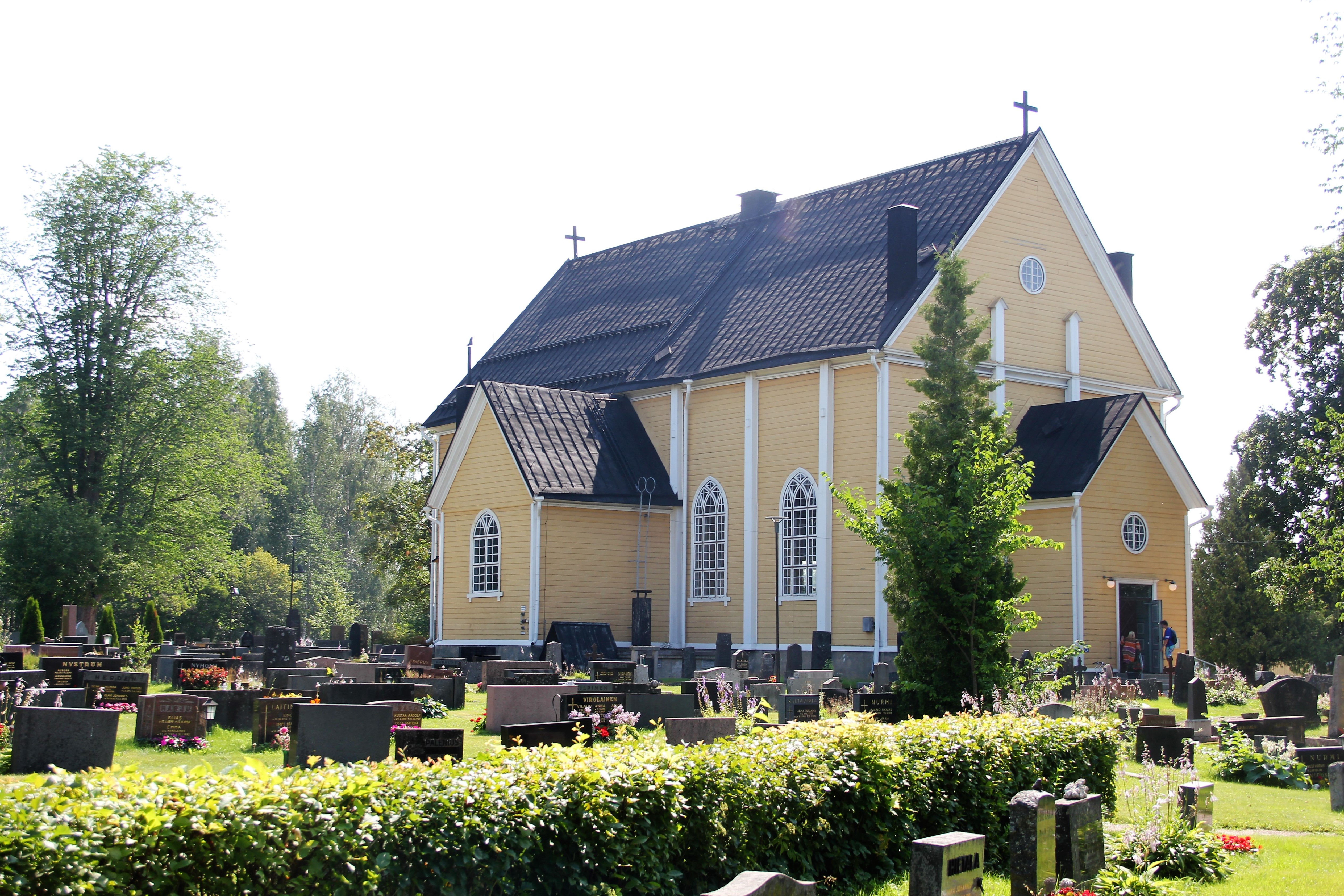
Pusula kyrka

- Glasbruken Ariman lasitehdas (1864-1914)

### Byar
Ahonpää, Arimaa, Hattula, Hauhula, Herrala, Hirvijoki, Hyrkkölä, Hyönölä, Ikkala, Karisjärvi, Karjasjärvi, Kaukela, Koisjärvi, Kärkölä, Marttila, Mäkkylä, Pusula, Radus, Seppälä, Suomela, Tausta, Tölli, Nyby, Viiala, Vörlö

## Tjänster
Tre lokala finskspråkiga tidningar delades ut i Pusula; Karkkilalainen, Karkkilan Tienoo och Ykkössanomat. I kyrkbyn finns det församlingskansliet, mataffär, järnhandel, bibliotek, grundskola, hälsovårdscenter, apotek, bensinstation och brandstation. I byn Hyönölä finns kaféet Tuukkasen leipomo ja kahvila. 

## Politik
Statistik över kommunalval i Finland finns tillgänglig för enskilda kommuner från valet 1964 och framåt. Publikationen över kommunalvalet 1968 var den första som redovisade komplett partitillhörighet.

### Mandatfördelning i Pusula kommun, valen 1964–1976
| 5 | 4 | 10 |

| 4 | 4 | 1 | 7 | 3 |

| 4 | 4 | 1 | 6 | 4 |

| 5 | 4 | 7 | 5 |

## Kända personer från Pusula
- Hanna Ekola (f. 1961), sångare och låtskivare
- Atte Ennala (1891–1982), lärare i folkskolan och barnförfattaren, jobbade i Pusula
- Veikko Ennala (1922–1991), journalist, bodde i Pusula som barn
- Olli Hiidensalo (f. 1991), skidskytt
- Esa Härmälä (f. 1954), jord- och skogsbruksinflytande
- Matleena Kuusniemi (f. 1973), skådespelare
- Tuomas Mattila, forskare
- Meri Rantanen (f. 1993), löpare
- Viivi Rantanen, löpare
- Karl Taxell (1860–1934), ägare till Arima glasbruk
- John O. Virtanen (1916–2008), konsul